# 舞林大会
《舞林大会》（英語：Let's Shake It）是上海文广新闻传媒集团(SMG)制作的一档以明星舞蹈竞技为主题的真人秀节目。该节目第一期于2006年2月12日在上海新娱乐频道播放。《舞林大会》最初是以“主持人舞蹈大赛”为主题，参赛选手为上海本地主持人。由于在上海地区取得收视佳绩，最高收视率达到15.9，故在2006年10月继续举办了全国版《舞林大会》。参赛选手也从上海本地的主持人发展到影视演员、体育明星等社会知名人士，并移师到东方卫视播出。
2006年及2008年，臺灣東森電視曾買下版權在臺灣播出。2009年7月5日起每晚8點，臺灣華視開始在綜藝節目《Power星期天》內播出《舞林大會》第一期，平均收視率達1.8%—2.2%（目前已播畢）。

## 节目历史
主持人舞蹈大赛

播出时间：2006年2月12日至2006年6月11日

冠军：方野
第一季（全国版）

播出时间：2006年10月6日至12月29日
- 冠军：解晓东
- 亚军：爱戴
- 季军：胡静

第二季（全国版）

播出时间：2008年11月2日至2009年1月17日
- 冠军：印小天
- 亚军：阿朵
- 季军：陈宝辕

第三季（全国版）

播出时间：
- 无上荣誉：申雪赵宏博夫妇
- 冠军：张一山
- 亚军：江映蓉
- 季军：张曦文

第四季（全国版）

播出时间：2012年3月4日至2012年5月1日
- 冠军：黃曼
- 亚军：楊志剛
- 季军：敖犬-(Lollipop F)

## 电视播出时间
东方卫视
- 首播：每周六 20：30
- 重播：每周六 15：38  每周日 16：18

華視主頻 （POWER星期天之POWER舞林大会）
- 首播：每周日 20：00(目前已停播)
- 重播：每周六 13：00(目前已停播)